# 超級食肉動物

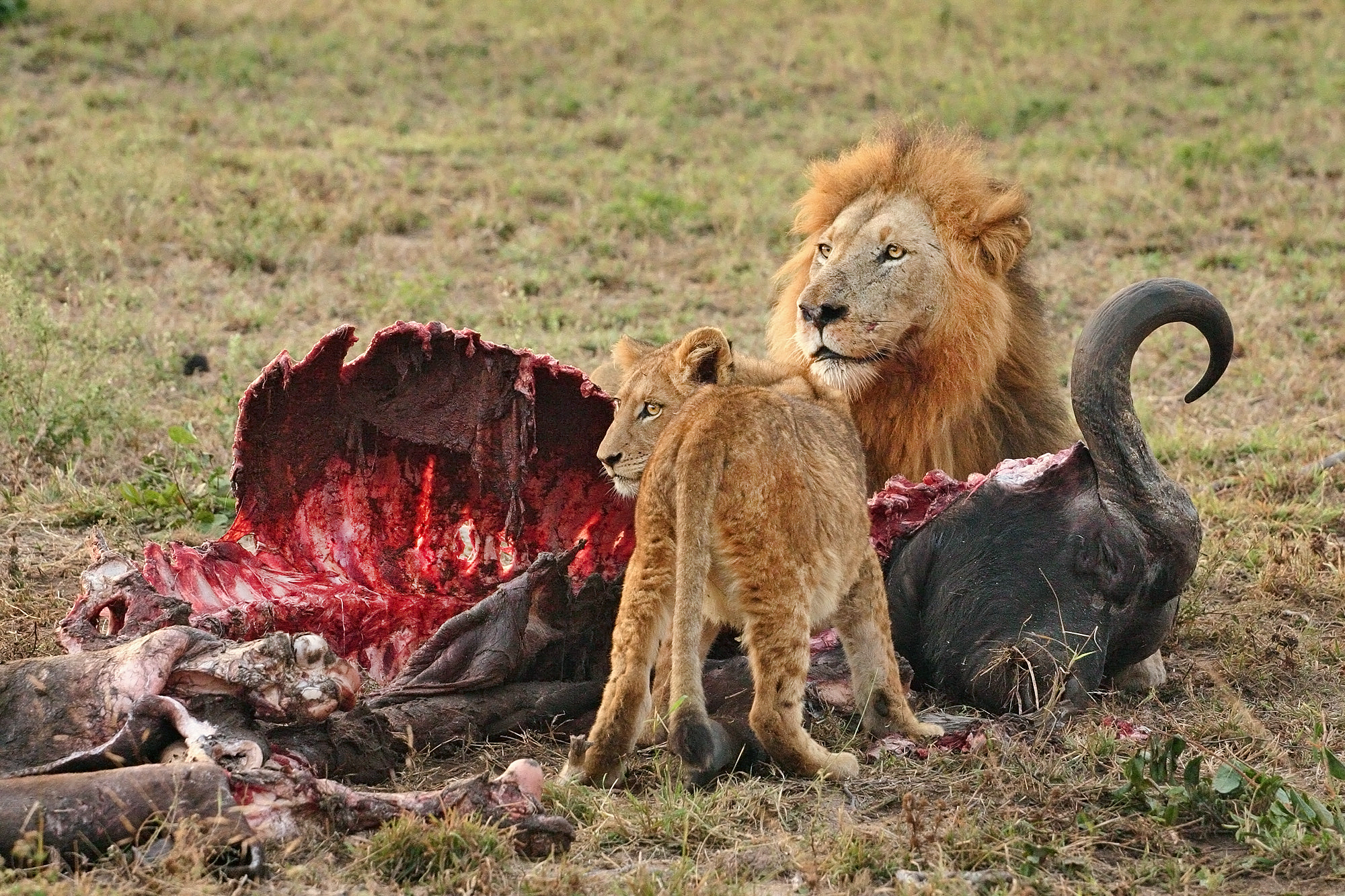
獅子為一種超級食肉動物

超級食肉動物又称高级食肉动物或高度食肉动物（英語：hypercarnivore），為食谱中超过70%的食物為肉類的動物，剩下的非肉类部分則可能包含真菌、藻类或植物（通常为糖分和淀粉成分高的果实、块茎或种子）。一些現存的例子包括：鱷魚、短吻鱷、貓頭鷹、伯勞、鵰、貓科、多數野生犬科、海豚、虎鯨、蛇、蜘蛛、蠍子、螳螂、旗魚、石斑魚、鯊魚等。
食肉形類（包括食肉目及細齒獸超科，但不包含肉齒目）、較早期的肉齒目與白堊獸目中的許多已絕種哺乳動物為超級食肉動物。最早的超級食肉哺乳動物為白堊掠獸科，出現於白堊紀晚期至古近紀早期的北美洲。多數獸腳亞目恐龍如暴龍、異特龍等也均為超級食肉動物。
即使親緣相近的物種，兩者依然可以有差異甚大的食性。例如：北極熊與棕熊約在 40 万年前分化，然而北極熊屬於超級食肉動物，進食食物中有 90% 為肉類；而棕熊僅有不到 10% 為肉類。